# Nsibidi

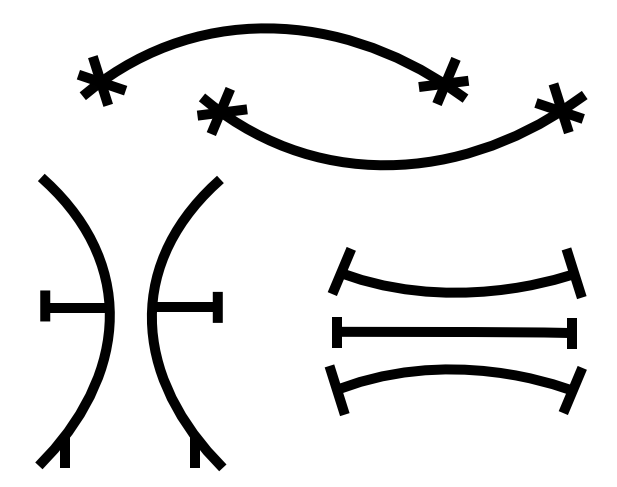
Símbolos Nsibidi

Nsibidi é um tradicional ideograma do sistema de escrita indígena da África Ocidental. O nome também foi usado para se referir ao clerical sociedade secreta, a Epê sociedade secreta do Reino de Calabar acreditavam ter inventado a escrita.
A escrita de Nsibidi foi inventada e usada pela sociedade secreta Epê dos efiques, ibibios, anangues e ibos da costa ao Sudeste da Nigéria. Foi e é ainda um meio de identificação e de transmitir a informação da sociedade.